# Sistema Bethesda
El sistema Bethesda és un sistema d'informació de diagnosis de citologies cervicals o vaginals, i s’utilitza per a donar els resultats d’un frotis de Papanicolau. Es va implementar l’any 1988 i es va revisar al 1991, al 2001 i al 2014. La conferència on es va establir aquesta classificació es va fer a Bethesda, Maryland, i per això es va anomenar així.
El sistema Bethesda també s'utilitza per a la citopatologia dels nòduls tiroidals.

## Coll uterí
Els resultats anormals inclouen:
- Cèl·lules escatoses atípiques
- Cèl·lules escatoses atípiques de significat indeterminat (ASC-US)
- Cèl·lules escatoses atípiques en què no es pot descartar la lesió escatosa epitèlic d'alt grau (ASC-H)
- Lesió intraepitelial escatosa de baix grau (LGSIL o LSIL)
- Lesió intraepitelial escatosa d’alt grau (HGSIL o HSIL)
- Carcinoma de cèl·lules escatoses
- Cèl·lules glandulars atípiques de significat indeterminat (AGC-NOS)
- Cèl·lules glandulars atípiques, sospitoses d'adenocarcinoma in situ o càncer (AGC-neoplàstic)
- Adenocarcinoma in situ (AIS). Els resultats s’avaluen d’una altra manera si es fa servir un frotis cervical de Papanicolau.

### Anormalitats de les cèl·lules escatoses

#### LSIL: Lesió intraepitelial escatosa de baix grau

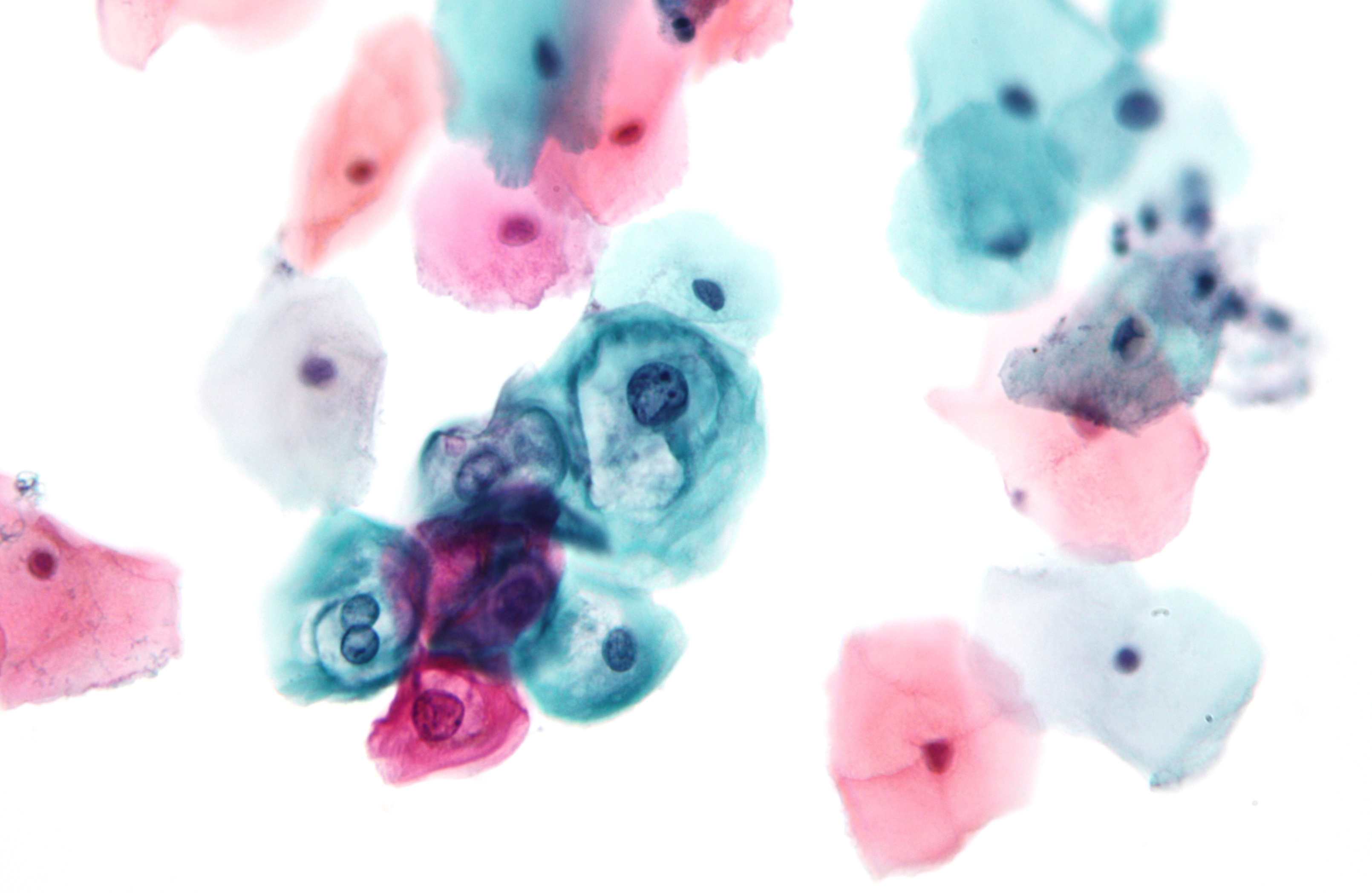
LSIL. Tinció de Papanicolau

Una lesió intraepitelial escatosa de baix grau (LSIL o LGSIL) indica una possible displàsia cervical. Una LSIL normalment indica una displàsia lleu (CIN I), probablement causada per una infecció amb el virus del papil·loma humà. Normalment es diagnostica a partir d’un frotis de Papanicolau.
CIN I és la forma més comuna i més benigna de neoplàsia intraepitelial cervical i normalment es resol espontàniament en un període de dos anys. En conseqüència, un diagnòstic de LSIL es pot gestionar amb un simple seguiment d’observació. No obstant això, com que hi ha un 12–16% de possibilitats de progressió cap a una displàsia més severa, el metge pot ser que vulgui seguir els resultats de forma més agressiva realitzant una colposcòpia seguida d’una biòpsia. Si la displàsia progressa, pot ser que sigui necessari iniciar un tractament. El tractament implica l'eliminació del teixit afectat, i es pot fer amb diversos procediments, com per exemple l'excisió electroquirúrgica amb nansa diatèrmia (LEEP), la criocirurgia, la conització o l’ablació amb làser.

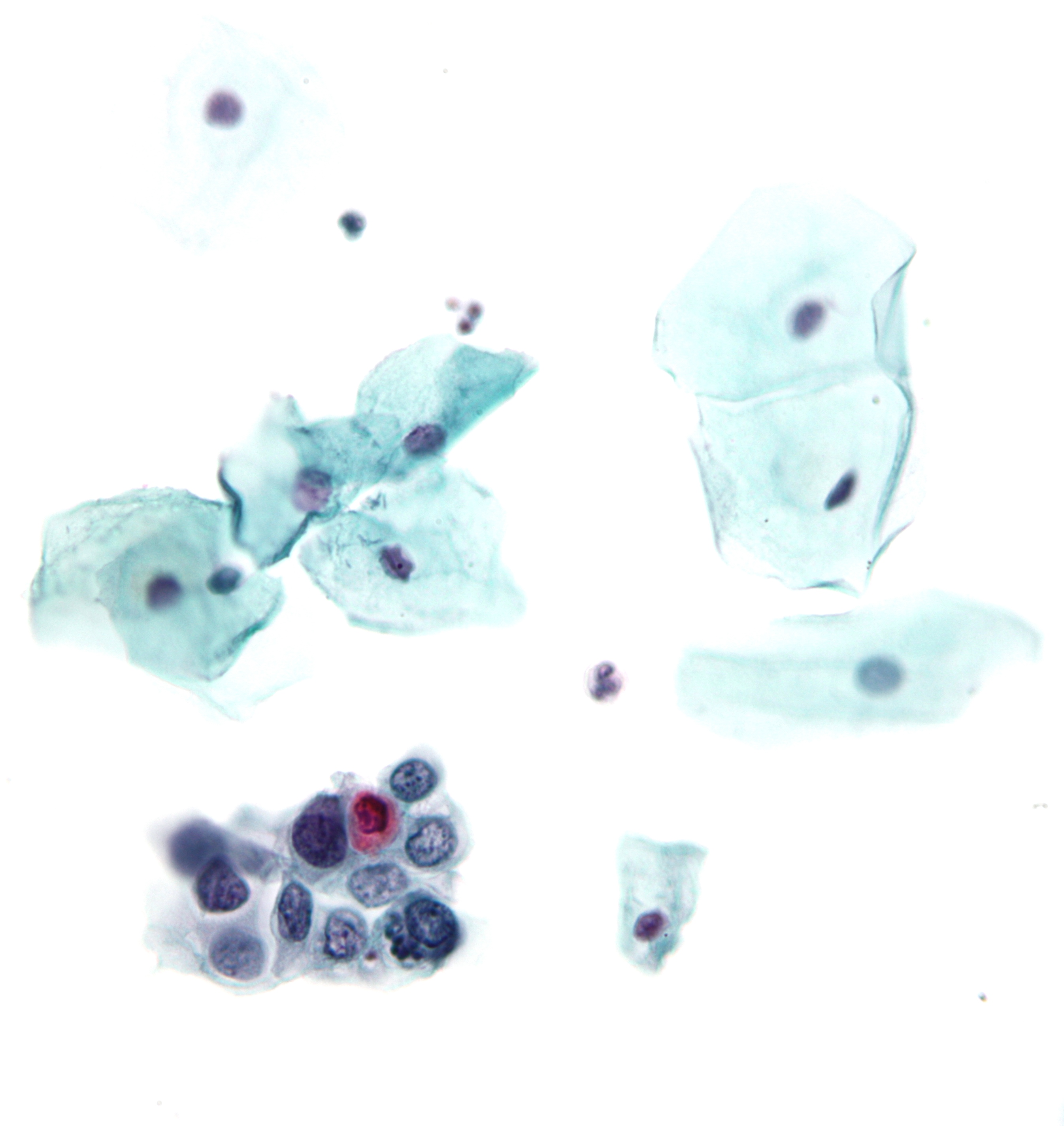
HSIL. Tinció de Papanicolau

#### HSIL: Lesió intraepitelial escatosa d’alt grau
La lesió intraepitelial escatosa d'alt grau (HSIL o HGSIL) indica que hi ha una displàsia moderada, greu o un carcinoma in situ. Normalment es diagnostica a partir d'un frotis de Papanicolau. En alguns casos, si no se’n fa un seguiment adequat, aquestes lesions poden evolucionar cap a un càncer de coll d’úter invasiu.
Una HSIL no significa que hi hagi càncer. De totes les dones amb diagnòstic de HSIL, només el 2% o menys tenen càncer d'úter invasiu en el moment del diagnòstic. No obstant això, si no es fes cap tractament, al voltant del 20% d’aquestes dones desenvoluparien un càncer d'úter invasiu. Per evitar aquesta progressió, un diagnòstic de HSIL ha d’anar seguit d’una colposcòpia i, segons el resultat, valorar el tractament quirúrgic. Aquesta biòpsia s'envia al laboratori per a que se li facin proves patològiques per tal d’assignar-li una classificació histològica més definitiva que no pas el resultat d’un frotis de Papanicolau (que és una dada citològica). HSIL generalment correspon a una classificació histològica CIN II o CIN III.
El tractament per a un diagnòstic de HSIL implica l'eliminació o destrucció de les cèl·lules afectades, normalment per LEEP. Altres mètodes inclouen la crioteràpia, la cauterització o l’ablació amb làser, però cap d’aquestes teràpies es pot fer servir en dones embarassades, ja que podrien alterar l'embaràs. Qualsevol d’aquests procediments té un 85% de probabilitats de curar el problema.

### Cèl·lules glandulars anormals

#### Adenocarcinoma

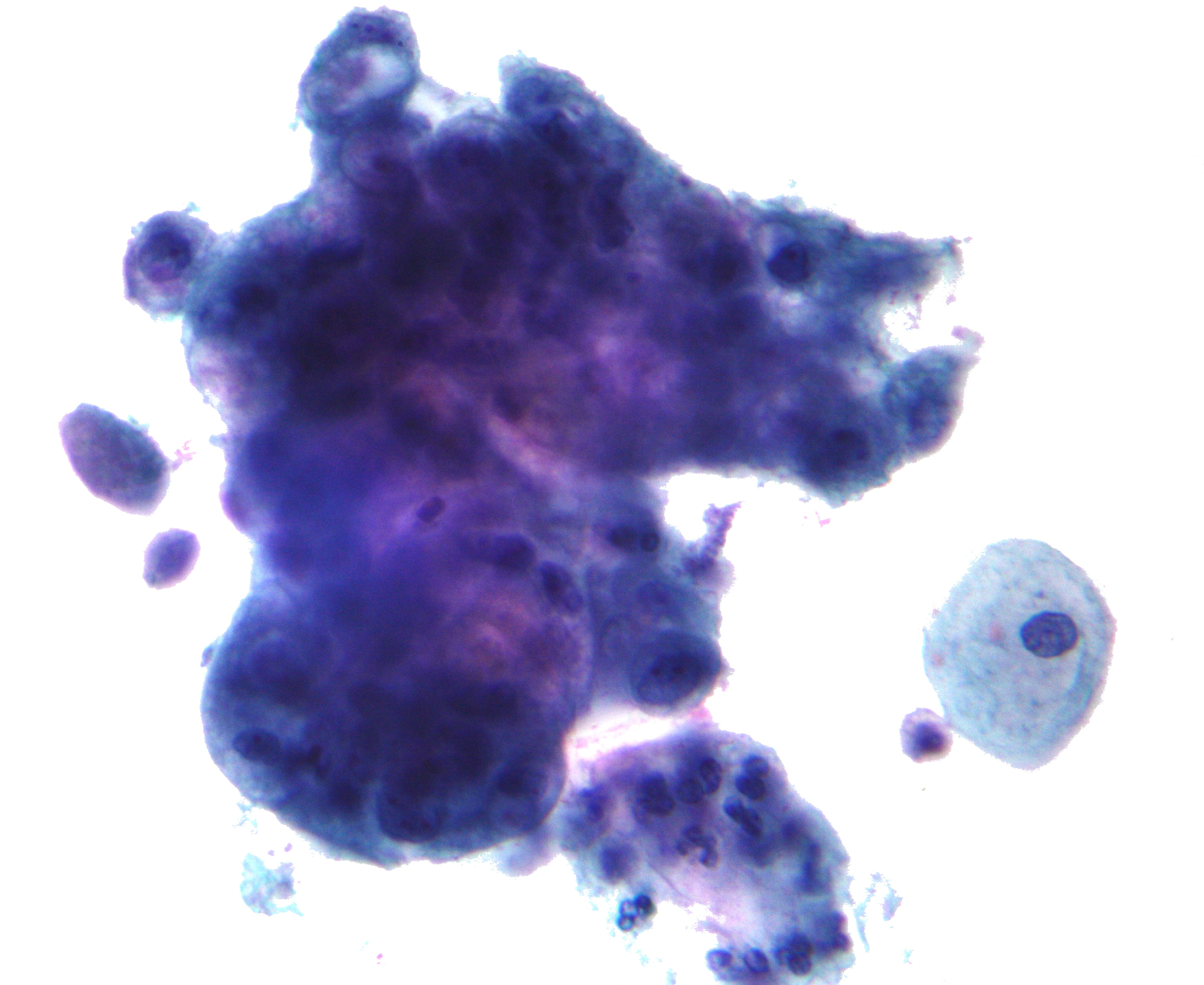
Adenocarcinoma. Tinció de Papanicolau

L’adenocarcinoma pot presentar-se a l'endocèrvix, a l'endometri i en espais extrauterins.

#### AGC: cèl·lules glandulars atípiques de significat indeterminat
AGC, anteriorment AGUS, és l'acrònim per a cèl·lules glandulars atípiques de significat indeterminat (atypical glandular cells of undetermined significance, en anglès). Es va canviar a AGC per evitar confusions amb ASC-US. El tractament després d’un diagnòstic de AGC és una colposcòpia amb o sense biòpsia endometrial.

## Nòduls tiroidals
La classificació de Bethesda per al diagnòstic del nòdul tiroidal és un sistema per informar sobre si la mostra citològica tiroidal és benigna o maligna. Aquesta mostra s’aconsegueix efectuant una punció aspirativa amb agulla fina (PAAF) de les lesions tiroidals. Es divideix en sis categories:

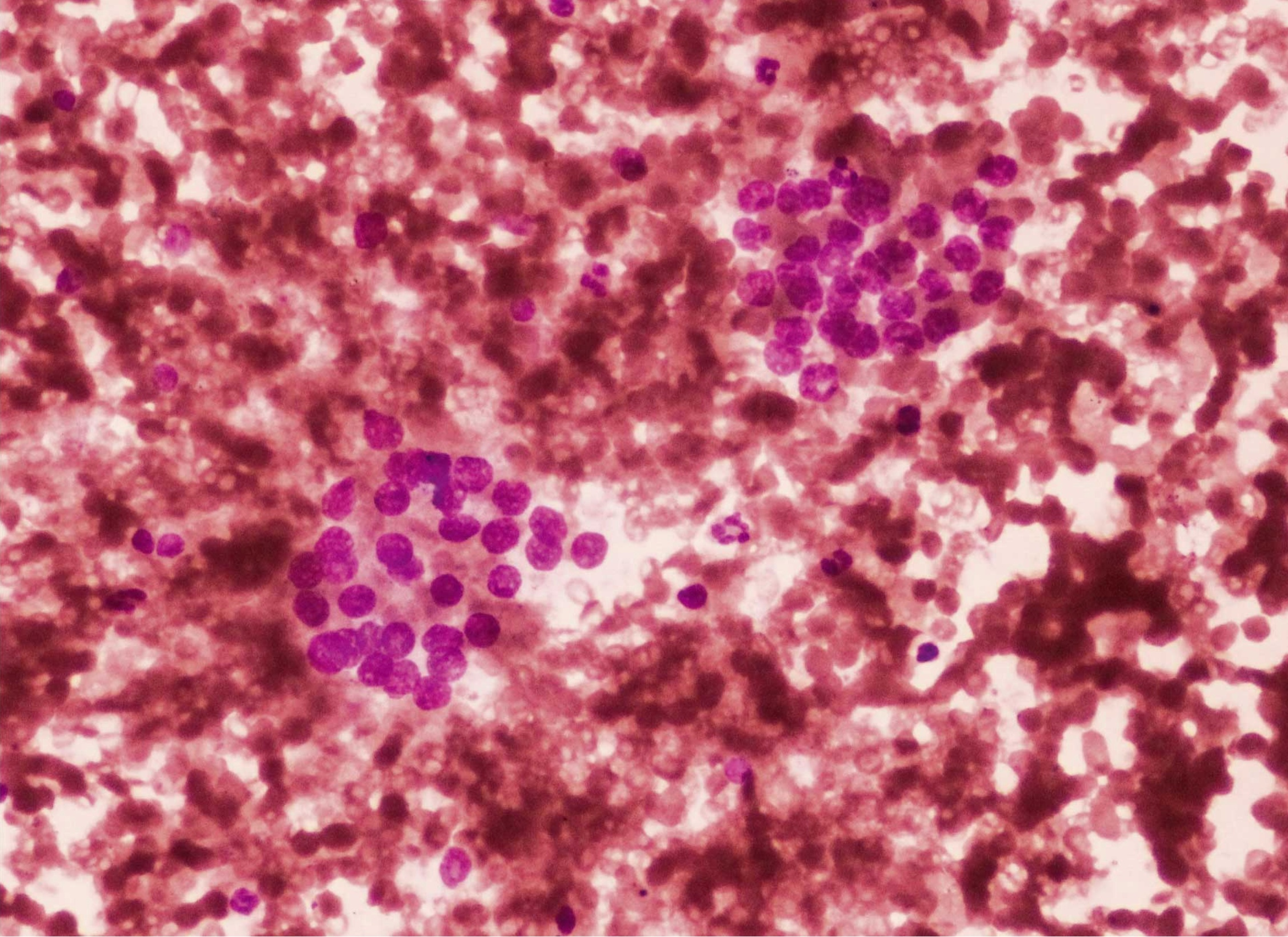
Citopatologia tiroidal de la categoria III de Bethesda amb artefactes de coagulació
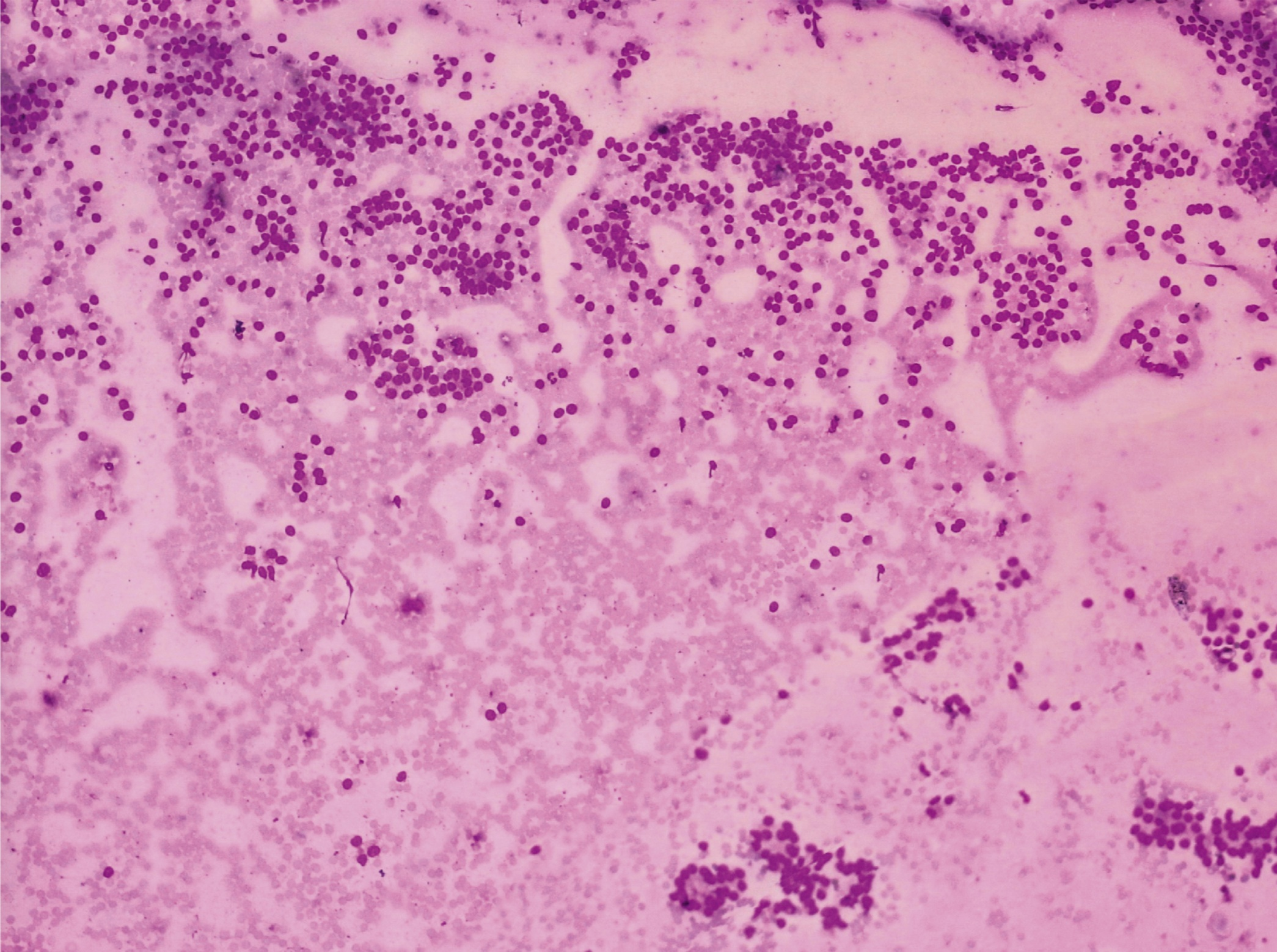
Categoria IV
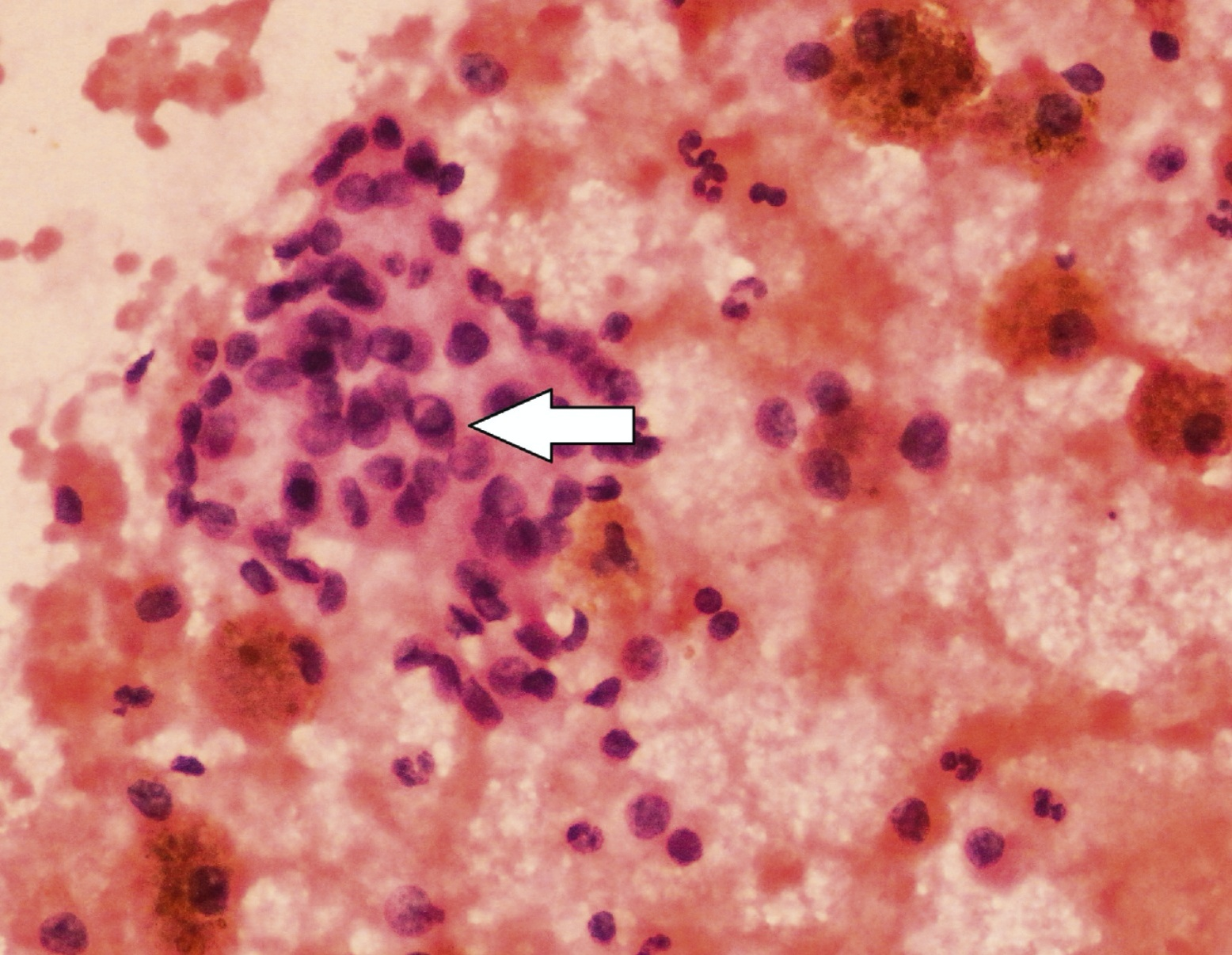
Categoria V amb inclusió citoplasmàtica intranuclear
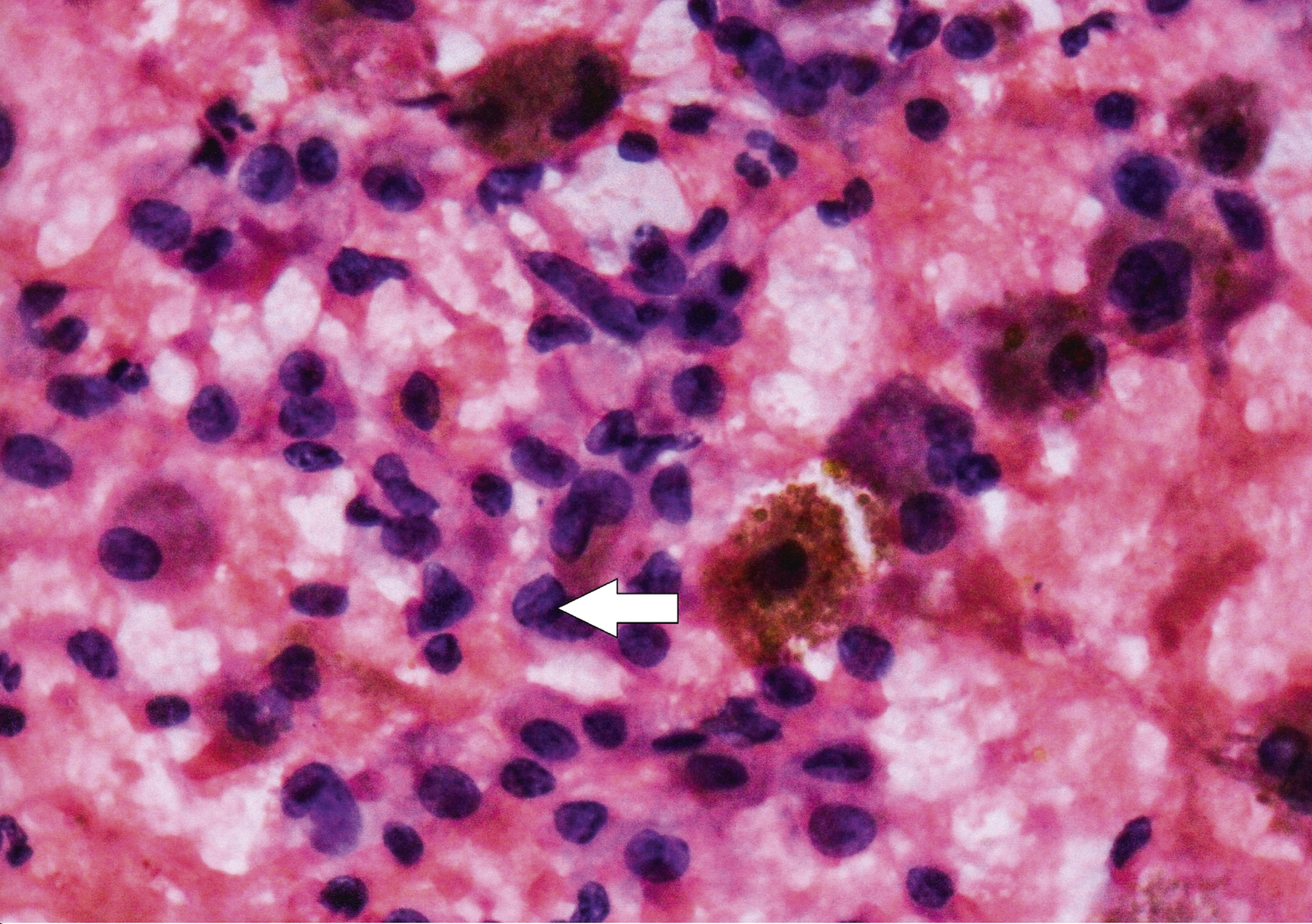
Categoria V amb nuclis en procés de divisió

Per a la categoria I es recomana repetir la PAAF regularment, i a la categoria II s’hi afegeix la recomanació de fer un seguiment clínic; la recomanació per a la categoria III és repetir la PAAF després d’un temps prudencial; per a la categoria IV la recomanació és una lobectomia; per a la categoria V es recomana una tiroidectomia gairebé total o una lobectomia, depenent del cas; i la recomanació per a la categoria VI és una tiroidectomia gairebé total. El risc de malignitat en un informe PAAF maligne és del 93,7%, mentre que per a un informe PAAF sospitós és del 18,9%.